# Oxoacide d'halogène
Un oxoacide d'halogène est un composé chimique de formule générique HXOn, où X représente un halogène — fluor F, chlore Cl, brome Br, iode I, astate At — et n un nombre entier de 1 à 4. La présence d'oxygène différencie ces composés des halogénures d'hydrogène, de formule générique HX. Dans le cas du fluor, on ne connaît qu'un seul oxoacide, l'acide hypofluoreux HFO. Avec l'iode, et probablement aussi l'astate, il existe plusieurs oxoacides correspondant à n = 4 ; de ce point de vue, l'acide orthoperiodique H5IO6 est particulièrement notable.

## Revue systématique des oxoacides d'halogènes
Les oxoacides d'halogènes sont classés ci-dessous en fonction de l'état d'oxydation de l'atome d'halogène :
| État d'oxydation de l'halogène X | Oxoacides d'halogènes | Oxoacides d'halogènes | Sels correspondants | Sels correspondants |
| État d'oxydation de l'halogène X | Nom                   | Formule               | Nom                 | Formule             |
| -------------------------------- | --------------------- | --------------------- | ------------------- | ------------------- |
| +1                               | Acide hypohalogéneux  | HXO                   | Hypohalogénite      | MXO                 |
| +3                               | Acide halogéneux      | HXO2                  | Halogénite          | MXO2                |
| +5                               | Acide halogénique     | HXO3                  | Halogénate          | MXO3                |
| +7                               | Acide perhalogénique  | HXO4                  | Perhalogénate       | MXO4                |
Il n'est possible d'isoler comme corps purs que l'acide hypofluoreux HOF (à basse température), l'acide perchlorique HClO4, l'acide iodique HIO3, l'acide métaperiodique HIO4 et l'acide orthoperiodique H5IO6 ; l'acide triperiodique H7I3O14, également écrit 2HIO4·H5IO6, est une co-cristallisation des deux précédents. Les autres espèces ne sont observées qu'en solution aqueuse ou sous forme de sels, tandis que les espèces HClO, HClO4, HBrO, HBrO4, HIO3 et HIO4 sont également présentes à l'état gazeux. Les oxoacides d'astate sont particulièrement difficiles à étudier compte tenu de la nature très radioactive, et donc très instable, de l'astate,,.
Le tableau suivant résume les oxoacides d'halogènes connus ou supposés, ainsi que les sels correspondants :
| État d'oxydation de l'halogène | Oxoacide                    | Oxoacide          | Oxoacide                             | Sel                 | Sel                          |
| État d'oxydation de l'halogène | Nom                         | Formule           | Constante d'acidité (pKa)            | Nom                 | Formule de l'anion           |
| Oxoacide du fluor              | Oxoacide du fluor           | Oxoacide du fluor | Oxoacide du fluor                    | Oxoacide du fluor   | Oxoacide du fluor            |
| ------------------------------ | --------------------------- | ----------------- | ------------------------------------ | ------------------- | ---------------------------- |
| −1                             | Acide hypofluoreux[a]       | HOF               | ?                                    | Hypofluorite[b]     | FO−                          |
| Oxoacides du chlore            |                             |                   |                                      |                     |                              |
| +1                             | Acide hypochloreux[c],[d]   | HClO              | 7,54                                 | Hypochlorite[a]     | ClO−                         |
| +3                             | Acide chloreux[c]           | HClO2             | 1,97                                 | Chlorite[a]         | ClO2−                        |
| +5                             | Acide chlorique[c]          | HClO3             | −2,7                                 | Chlorate[a]         | ClO3−                        |
| +7                             | Acide perchlorique[a],[d]   | HClO4             | −10                                  | Perchlorate[a]      | ClO4−                        |
| Oxoacides du brome             |                             |                   |                                      |                     |                              |
| +1                             | Acide hypobromeux[c],[d]    | HBrO              | 7,69                                 | Hypobromite[a]      | BrO−                         |
| +3                             | Acide bromeux[c]            | HBrO2             | ?                                    | Bromite[a]          | BrO2−                        |
| +5                             | Acide bromique[c]           | HBrO3             | ~ 0                                  | Bromate[a]          | BrO3−                        |
| +7                             | Acide perbromique[c],[d]    | HBrO4             | ?                                    | Perbromate[a]       | BrO4−                        |
| Oxoacides de l'iode            |                             |                   |                                      |                     |                              |
| +1                             | Acide hypoiodeux[c]         | HIO               | 10,64                                | Hypoiodite[c]       | IO−                          |
| +3                             | Acide iodeux[c]             | HIO2              | ?                                    | Iodite[c]           | IO2−                         |
| +5                             | Acide iodique[a],[d]        | HIO3              | 0,804                                | Iodate[a]           | IO3−                         |
| +7                             | Acide métaperiodique[a],[d] | HIO4              | ?                                    | Métaperiodate[a]    | IO4−                         |
| +7                             | Acide mésoperiodique[e]     | H3IO5             | ?                                    | Mésoperiodate[a]    | IO53−                        |
| +7                             | Acide orthoperiodique[a]    | H5IO6             | pKa1 = 3,29 pKa2 = 8,31 pKa3 = 11,60 | Orthoperiodate[a]   | H5−nIO6n− (n = 1, 2, 3, 5)   |
| +7                             | Acide métadiperiodique[e]   | H4I2O9            | ?                                    | Métadiperiodate[a]  | I2O94−                       |
| +7                             | Acide mésodiperiodique[e]   | H6I2O10           | ?                                    | Mésodiperiodate[a]  | H6−nI2O10n− (n = 3, 4, 5, 6) |
| +7                             | Acide orthodiperiodique[b]  | H8I2O11           | ?                                    | Orthodiperiodate[b] | H8−nI2O11n−                  |
| Oxoacides de l'astate          |                             |                   |                                      |                     |                              |
| +1                             | Acide hypoastateux[f]       | HAtO              | ?                                    | Hypoastatite[f]     | AtO−                         |
| +3                             | Acide astateux[f]           | HAtO2             | ?                                    | Astatite[f]         | AtO2−                        |
| +5                             | Acide astatique[f]          | HAtO3             | ?                                    | Astatate[f]         | AtO3−                        |
| +7                             | Acide perastatique[f]       | HAtO4 / H5AtO6?   | ?                                    | Perastatate[f]      | AtO4− / H5−nAtO6n−?          |

## Synthèse
Il existe de nombreuses voies permettant de produire des oxoacides d'halogènes, notamment :
- la dismutation d'halogènes sous forme élémentaire X2 (état d'oxydation égal à 0) en solution aqueuse en halogénure X− ou en halogénure d'hydrogène XH (état d'oxydation -1) et en hypohalogénite XO− ou en acide hypohalogéneux HXO (état d'oxydation +1), rendue favorable en solution alcaline ou en présence d'oxyde de mercure(II) HgO. Moyennant chauffage de la solution, les hypohalogénites et acides hypohalogéneux peuvent à leur tour se dismuter en halogénures X− (état d'oxydation -1) et halogénates XO3− et acides halogéniques HXO3 (état d'oxydation +5) ;
- la médiamutation (amphotérisation) par exemple de bromure Br− (état d'oxydation -1) et de bromate BrO3− (état d'oxydation +5) en bromite BrO2− (état d'oxydation +3) par une réaction des sels de lithium à l'état solide et à haute température ;
- l'oxydation d'halogénures, d'halogènes purs et d'autres oxoacides d'halogènes ou la réduction des oxyanions correspondants, comme la réduction en solution alcaline du dioxyde de chlore ClO2 (état d'oxydation +4) avec le peroxyde d'hydrogène H2O2 en chlorite ClO2− (état d'oxydation +3), ou l'oxydation anodique de chlorates ClO3− (état d'oxydation +5) en perchlorates ClO4− (état d'oxydation +7) ;
- l'hydrolyse d'oxydes d'halogènes, par exemple du monoxyde de dichlore Cl2O en acide hypochloreux HClO ou hypochlorites ClO− ;
- l'hydrolyse d'interhalogènes, par exemple du monofluorure de brome BrF en acide hypobromeux HBrO ou hypobromites BrO− et acide fluorhydrique HF et fluorures F− ;
- le traitement par l'acide sulfurique H2SO4 de solutions aqueuses de sels de baryum et d'oxoacides d'halogènes afin d'isoler ces derniers en faisant précipiter le sulfate de baryum BaSO4.

Les oxoacides d'halogènes les plus importants d'un point de vue économique sont avant tout les solutions aqueuses d'acide hypochloreux HClO et d'acide perchlorique HClO4 ainsi que les sels solides d'hypochlorites ClO−, de chlorites ClO2−, de chlorates ClO3−, de perchlorates ClO4−, de bromates BrO3− et de periodates IO4−.

## Structure
L'atome d'hydrogène labile de tous les oxoacides d'halogènes est toujours lié à un atome d'oxygène, et non directement à l'halogène, contrairement à ce qu'on observe dans les halogénures d'hydrogène. Pour cette raison, la formule chimique HXOn est parfois écrite HOXOn-1 afin de faire apparaître plus nettement la structure de la molécule correspondante. Les liaisons H–O–X forment un angle, qui est par exemple de 97,2° pour l'acide hypofluoreux HOF, de 103° pour l'acide hypochloreux HOCl et de 110° pour l'acide hypobromeux HOBr.
En vertu de la théorie VSEPR, les liaisons O–X–O forment également des angles dans le cas des acides halogéneux HXO2 et des halogénites XO2−, les unités XO3 des acides halogéniques et des halogénates présentent une géométrie trigonale pyramidale, et les unités XO4 des acides perhalogéniques et des perhalogénates présentent une géométrie tétraédrique. L'acide mésoperiodique H3IO5 présente des unités IO5 quadratiques pyramidales, tandis que les unités IO6 de l'acide orthoperiodique et des orthoperiodates H5IO6 sont octaédriques. Les métadiperiodates I2O94−, les mésodiperiodates H6−nI2O10n− et les (toujours hypothétiques) orthodiperiodates H8−nI2O11n− présentent, en phase solide, deux octaèdres IO6 unis par une surface, une arête ou un sommet communs. L'acide métaperiodique HIO4 solide est de nature polymérique (HIO4)x, formant des chaînes d'octaèdres IO6 unis par des arêtes communes.

## Propriétés
L'acidité des oxoacides d'halogènes HXOn tend à croître avec le nombre n d'atomes d'oxygène dans la molécule, et à décroître quand le numéro atomique de l'atome d'halogène augmente. Ainsi, l'acide chloreux HClO2 est un acide plus fort que l'acide hypochloreux HClO, tandis que l'acide chlorique HClO3 est plus fort que l'acide bromique HBrO3, lui-même plus fort que l'acide iodique HIO3. Par conséquent, l'acide perchlorique HClO4 est le plus fort de tous ces oxoacides.
Les bases conjuguées des oxoacides d'halogènes suivent les tendances réciproques, mais restent toujours très faibles. L'auto-ionisation 2 HXOn → H2XOn+ + XOn− demeure limitée dans les acides purs.
Le potentiel d'oxydoréduction des oxoacides d'halogènes ou de leur base conjuguée dépend du pH : il est fortement positif en solution acide (⇒ oxydant fort), les potentiels les plus élevés à pH = 0 étant probablement ceux de l'acide perbromique HBrO4 et de l'acide perastatique HAtO4, avec une valeur supérieure à 1,85 V par rapport à l'acide bromique HBrO3 et à l'acide astatique HAtO3 respectivement ; il décroît lorsque le pH augmente, mais demeure positif même à pH = 14, de sorte qu'ils demeurent oxydants même dans des solutions fortement alcalines.